# Gia đình siêu nhân
Gia đình siêu nhân (tựa gốc: The Incredibles) là một bộ phim điện ảnh hoạt hình đề tài siêu anh hùng của Mỹ ra mắt năm 2004 do Pixar Animation Studios sản xuất và phát hành bởi Walt Disney Pictures. Với Brad Bird làm đạo diễn kiêm viết kịch bản, phim có sự tham gia lồng tiếng của Craig T. Nelson, Holly Hunter, Sarah Vowell, Spencer Fox, Jason Lee, Samuel L. Jackson và Elizabeth Peña. Lấy bối cảnh ở thế giới thập niên 1960 kiểu retro-futuristic (viễn tưởng hoài cổ), phim xoay quanh cặp đôi siêu anh hùng Bob (Mr. Incredible) và Helen Parr (Elastigirl). Họ che giấu sức mạnh của mình theo lệnh của chính phủ và cố gắng sống một đời bình yên ở vùng ngoại ô cùng ba đứa con. Tuy nhiên, mong muốn giúp đỡ người khác của Bob đã kéo cả gia đình vào cuộc chiến với một người từng hâm mộ ông, song hóa thù và mang trong mình đầy sự căm phẫn.
Bird là đạo diễn đầu tiên từ bên ngoài được mời về làm việc cho Pixar. Anh đã phát triển bộ phim dựa trên cảm hứng từ những cuốn truyện tranh và phim gián điệp thập niên 1960 thời thơ ấu, kết hợp với trải nghiệm gia đình riêng. Bird đã trình bày ý tưởng phim với Pixar sau khi bộ phim truyện đầu tay The Iron Giant (1999) của anh với Warner Bros. thất bại về doanh thu và mang theo phần lớn ê-kíp cũ để phát triển Gia đình siêu nhân. Đội ngũ hoạt hình được giao nhiệm vụ đặc biệt khi phải tạo hình toàn bộ nhân vật là người thật, đòi hỏi phát triển công nghệ mới để mô phỏng giải phẫu cơ thể người chi tiết, trang phục cũng như làn da và mái tóc chân thực. Phần nhạc phim do nhà soạn nhạc Michael Giacchino sáng tác.
Ngày 24 tháng 10 năm 2004, Gia đình siêu nhân khởi chiếu ở Rạp El Capitan và được phát hành tại các rạp ở Hoa Kỳ vào ngày 5 tháng 11. Phim thu về 632 triệu đô la Mỹ (USD) toàn thế giới, kết thúc đợt chiếu ở vị trí thứ tư trong số các bộ phim có doanh thu cao nhất năm 2004. Gia đình siêu nhân nhận được đông đảo lời khen từ giới phê bình, họ dành lời khen cho phần hoạt họa, kịch bản, lồng tiếng, các cảnh hành động, thiết kế âm thanh, sự hài hước, âm nhạc của tác phẩm. Bộ phim thường được xem là một trong những tác phẩm điện ảnh siêu anh hùng vĩ đại nhất mọi thời. Phim đoạt các giải phim hoạt hình xuất sắc nhất và biên tập âm thanh xuất sắc nhất, cùng hai đề cử cho kịch bản gốc xuất sắc nhất và hòa âm xuất sắc nhất tại giải Oscar lần thứ 77, cũng như giải Annie cho phim hoạt hình xuất sắc nhất. Đây cũng là bộ phim thuần hoạt hình đầu tiên đoạt giải Hugo cho tác phẩm chuyển thể kịch tính dạng dài xuất sắc nhất. Phần tiếp theo mang tên Gia đình siêu nhân 2 được phát hành vào tháng 6 năm 2018.

## Nội dung
Vào ngày cưới với Helen (biệt hiệu Elastigirl), siêu anh hùng Bob Parr (biệt hiệu Mr. Incredible) đã ngăn chặn một vụ tự tử bằng cách lao qua cửa sổ tòa nhà chọc trời để cứu một người đàn ông. Trong lúc đó, Bob phát hiện siêu phản diện Bomb Voyage đang cướp tòa nhà, song cuộc chiến bị gián đoạn khi cậu bé hâm mộ ông nhiệt thành (Buddy Pine) muốn trở thành phụ tá của ông. Bob từ chối đề nghị của Buddy và Voyage gắn bom vào áo choàng của Buddy. Dù Bob kịp tháo được quả bom, song nó vẫn phá hủy một phần đường sắt trên cao, buộc Bob phải lao ra và chặn một đoàn tàu đang lao tới. Sau đám cưới, Bob bị người đàn ông định tự tử cùng các hành khách trên tàu bị thương kiện vì thiệt hại tài sản. Những vụ kiện tương tự khiến dư luận quay lưng với siêu anh hùng, buộc chính phủ phải triển khai Chương trình Tái định cư Siêu anh hùng (Superhero Relocation Program), cấm toàn bộ "siêu nhân" (super) sử dụng năng lực ở nơi cộng cộng và buộc họ phải sống ẩn dật.
15 năm sau, Bob sống cùng Helen và ba đứa con - gồm Violet, Dash và bé Jack-Jack ở Metroville. Tuy yêu gia đình, song Bob nhớ những ngày làm siêu anh hùng và bất mãn với công việc nhân viên bảo hiểm tẻ nhạt, nên đã hành nghề tay trái làm quái hiệp với ông bạn thân Lucius Best (biệt hiệu Frozone). Một ngày nọ, người giám sát Bob là Gilbert Huph bắt ông không được ngăn cản một vụ cướp. Trong cơn bực bội, Bob đánh Huph bị thương nên bị sa thải. Cùng ngày hôm ấy, một người phụ nữ tên Mirage bí mật gửi cho Bob nhiệm vụ thu phục con robot khổng lồ "Omnidroid" đang tung hoành trên đảo Nomanisan. Bob thành công lừa được con robot tự phá nguồn năng lượng của chính nó. Như được thổi luồng sinh khí mới nhờ làm nhiệm vụ và nhận đãi ngộ tốt, Bob cải thiện quan hệ với gia đình, tập luyện lấy lại vóc dáng và nhờ nhà thiết kế trang phục siêu anh hùng Edna Mode vá vết rách trên bộ trang phục cũ của anh do Omnidroid gây ra. Vì tưởng nhầm rằng Helen biết về công việc mới của Bob, Edna đã thiết kế đồng phục mới cho cả gia đình Bob.
Sau khi được gọi trở về Nomanisan, Bob phát hiện ra Mirage đang làm việc cho Buddy, giờ đây y tự xưng là "Syndrome" sau khi cay đắng vì bị Bob ruồng rẫy. Syndrome trở nên giàu có nhờ chế tạo vũ khí mô phỏng lại các siêu năng lực. Y còn hoàn thiện Omnidroid bằng cách dụ dỗ các siêu nhân chiến đấu, sau đó lấy dữ liệu từ các trận chiến trước để cải tiến dần cho đến khi nó thủ tiêu được họ. Syndrome định sẽ gửi một Omnidroid đi tấn công Metroville, rồi "đánh bại" nó trước mặt dân chúng bằng một thiết bị điều khiển bí mật để lấy được danh xưng "anh hùng". Sau đó, y lến kế hoạch bán sáng chế của mình cho thế giới, khiến cho các "siêu nhân" trở nên tầm thường.
Helen ghé thăm Edna và biết được những việc mà Bob đã giấu mình. Cô kích hoạt đèn hiệu (beacon) gắn trên đồng phục để tìm Bob, vô tình khiến Bob bị bắt được khi đang xâm nhập căn cứ của Syndrome. Helen mượn một chiếc phi cơ riêng để bay đến đảo Nomanisan; Violet và Dash cũng trốn theo mẹ, bỏ lại Jack-Jack với cô trông trẻ. Tuy biết có trẻ nhỏ trên máy bay, Syndrome đã lệnh bắn hạ nó bằng tên lửa, song Helen và bọn trẻ kịp thời thoát nạn và tiến đến hòn đảo. Thất vọng trước sự vô cảm của Syndrome, Mirage thả Bob đi và báo với anh rằng gia đình anh vẫn còn sống. Vệ binh của Syndrome truy đuổi theo Dash và Violet; hai đứa trẻ sử dụng siêu năng lực đấu với chúng rồi đoàn tụ với bố mẹ. Song Syndrome bắt được cả gia đình, rồi mang theo Omnidroid đến Metroville. Violet sử dụng siêu năng lực để giải thoát cho gia đình, còn Mirage hỗ trợ họ di chuyển đến Metroville.
Khi nhận ra găng tay gắn thiết bị điều khiển từ xa của Syndrome là mối đe dọa, Omnidroid tước vũ khí của Syndrome rồi sau đó đánh gục y. Nhà Parr và Lucius phối hợp đấu Omnidroid. Helen và bọn trẻ cố lấy lại chiếc điều khiển, tạo điều kiện cho Bob phá hủy nguồn năng lượng của con robot. Nhà Parr và Lucius được dân chúng tán dương, ngay lúc ấy Syndrome tỉnh dậy và nhìn thấy cảnh họ ăn mừng chiến thắng. Sau khi trở về nhà, nhà Parr thấy Syndrome trả đũa bằng cách bắt cóc Jack-Jack nhằm nuôi cậu làm phụ tá. Khi Syndrome đang định bay đi trốn, siêu năng lực của Jack-Jack bộc phát rồi cậu thoát được khỏi vòng tay của Syndrome. Helen giải cứu đứa bé rơi từ trên cao, còn Bob ném chiếc xe hơi của mình phá hủy máy bay của Syndrome. Áo choàng của Syndrome bị cuốn vào động cơ máy bay, khiến y thiệt mạng và làm máy bay phát nổ.
Ba tháng sau, nhà Parr chứng kiến sự xuất hiện của siêu ác nhân Underminer. Họ đeo mặt nạ và mặc đồng phục, sẵn sàng chạm trán với mối đe dọa mới.

## Diễn viên lồng tiếng

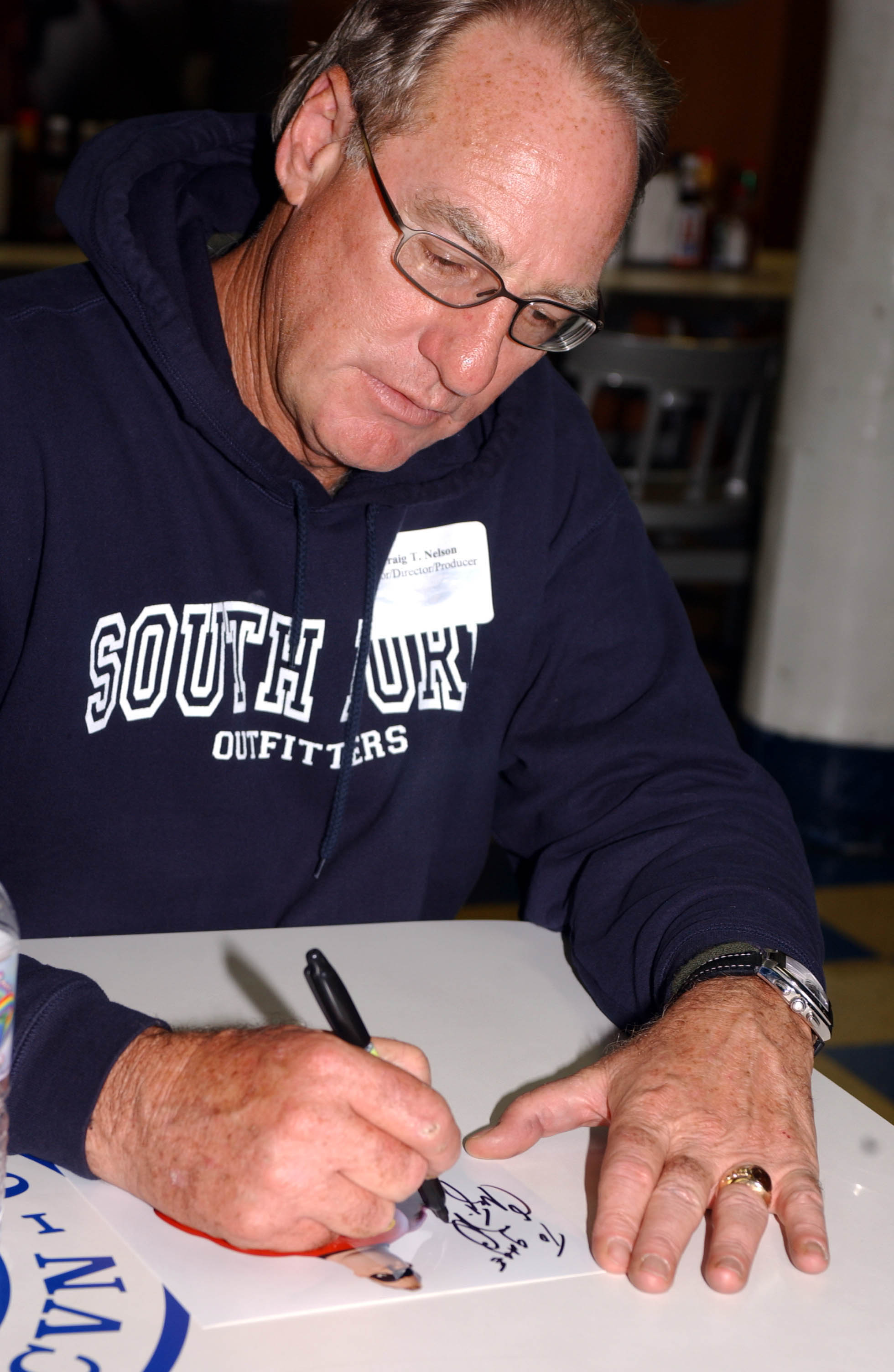
Craig T. Nelson ký tặng áp phích của Mr. Incredible tại buổi chiếu phim ở

- Craig T. Nelson vai Bob Parr / Mr. Incredible - trụ cột của gia đình Parr và chồng của Helen, sở hữu siêu sức mạnh và sức bền.
- Holly Hunter vai Helen Parr / Elastigirl - vợ Bob và sở hữu năng lực biến hình cơ thể như cao su.
- Sarah Vowell vai Violet Parr - cô con gái cả nhà Parr, có thể tàng hình và tạo được trường lực.
- Spencer Fox vai Dashiell "Dash" Parr - cậu con trai thứ nhà Parr, sở hữu siêu tốc độ.
- Eli Fucile và Maeve Andrews vai Jack-Jack Parr - cậu con trai út mới sinh của nhà Parr, thể hiện hàng loạt siêu năng lực.
- Jason Lee vai Buddy Pine / IncrediBoy / Syndrome. Ý là người hâm mộ ám ảnh với Mr. Incredible rồi quay sang làm siêu ác nhân, sử dụng kiến thức khoa học để tăng cường siêu năng lực cho bản thân.
- Samuel L. Jackson vai Lucius Best / Frozone - người bạn thân của Bob, có thể ra băng từ độ ẩm tuyệt đối.
- Elizabeth Peña vai Mirage, người phụ nữ làm cánh tay phải của Syndrome.
- Brad Bird vai Edna "E" Mode - nhà thiết kế thời trang, chuyên chế tác đồng phục cho các siêu nhân.
- Teddy Newton vai Người dẫn chuyện trên bản tin thời sự và kể lại sự thay đổi quan điểm về các siêu nhân của dân chúng.
- Jean Sincere vai Bà Hogenson - bà lão bị Bob giả vờ từ chối yêu cầu bồi thường bảo hiểm.
- Bud Luckey vai Rick Dicker - mật vụ chính phủ có trách nhiệm giữ bí mật cho nhà Parr.
- Wallace Shawn vai Gilbert Huph - ông chủ hèn, khó ưa của Bob.
- Lou Romano vai Bernie Kropp - giáo viên của Dash.
- Michael Bird vai Tony Rydinger - người yêu của Violet.
- Dominique Louis vai Bomb Voyage - siêu ác nhân người Pháp sử dụng các chất nổ.
- Bret Parker vai Kari - cô trông trẻ cho Jack-Jack.
- Kimberly Adair Clark vai Honey - vợ Frozone.
- John Ratzenberger vai Underminer - siêu ác nhân có ngoại hình giống chuột chũi.

## Sản xuất

### Phát triển và sáng tác kịch bản

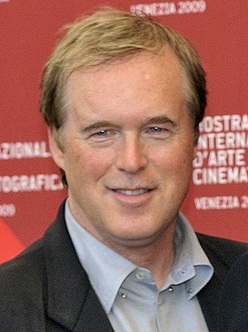
Đạo diễn kiêm tác giả kịch bản Brad Bird vào năm 2009

Gia đình siêu nhân có thời lượng 115 phút, do Pixar làm đơn vị sản xuất. được thai nghén ý tưởng từ năm 1993, khi Bird vẽ phác họa gia đình ở một thời điểm chưa rõ trong sự nghiệp. Những vấn đề đời tư đã dần ngấm vào câu chuyện khi chúng đè nặng lên vai ông. Trong thời gian này, Bird ký hợp đồng sản xuất phim với Warner Bros. Feature Animation và đang làm đạo diễn phim truyện điện ảnh đầy tay mang tên The Iron Giant. Khi đang ở tuổi trung niên và có tham vọng lớn trong nghề làm phim, Bird tự hỏi liệu anh có đạt được mục tiêu trong sự nghiệp với cái giá là cuộc sống của gia đình mình không. Anh chia sẻ: "Về mặt ý thức, đây chỉ là tác phẩm điện ảnh hài hước về siêu anh hùng. Song tôi nghĩ nhất định những chuyện đang diễn ra với đời mình đã được chắt lọc vào bộ phim." Sau thất bại của The Iron Giant ở thị trường phòng vé, Bird chuyển hướng sang câu chuyện siêu anh hùng của mình.
Bird hình dung tác phẩm là một màn tri ân những bộ truyện tranh và phim gián điệp ở thập niên 1960 lúc mình còn bé. Ban đầu Bird định cố phát triển tác phẩm dưới định dạng hoạt hình truyền thống 2D. Khi The Iron Giant trở thành bom xịt phòng vé, anh tái liên hệ với người bạn cũ John Lasseter tại Pixar vào tháng 3 năm 2000 và gửi câu chuyện cho ông ấy. Bird và Lasseter biết nhau từ những năm học đại học tại Viện nghệ thuật California ở thập niên 1970. Lasseter bị thuyết phục trước ý tưởng này và thuyết phục Bird đến với Pixar, để xưởng phim thực hiện tác phẩm bằng hoạt hình máy tính. Ngày 4 tháng 5 năm 2000, xưởng phim thông báo hợp đồng làm nhiều phim với Bird. Gia đình siêu nhân do một mình Brad Bird làm đạo diễn kiêm tác giả kịch bản - khác so với những tác phẩm trước của Pixar thường có đến hai hoặc ba đạo diễn và nhiều biên kịch có lịch sử công tác trong công ty. Ngoài ra, đây còn là bộ phim đầu tiên của Pixar có toàn bộ các nhân vật là người.
– Brad Bird, đạo diễn kiêm tác giả kịch bản của Gia đình siêu nhân.
Bird mang đến Pixar dàn nhân vật trong câu chuyện là các thành viên trong gia đình mà mình đã xây dựng: một cặp ông bố - bà mẹ đều chật vật trong giai đoạn ông bố gặp khủng hoảng tuổi trung niên, một thiếu nữ nhút nhát, một cậu bé 10 tuổi tự mãn và một đứa bé. Bird đã lấy các nguyên mẫu gia đình để xây dựng sức mạnh của họ. Trong lúc sản xuất, Miyazaki Hayao của Studio Ghibli ghé thăm Pixar và nhìn thấy các cuộn phim. Khi Bird hỏi liệu các cuộn phim có ý nghĩa nào đó, hay chỉ là "thứ vô dụng của Mỹ," Miyazaki đáp lại thông qua phiên dịch viên: "Tôi nghĩ bộ phim Mỹ mà anh đang cố thực hiện rất là táo bạo đấy."
Ban đầu, Syndrome được xây dựng thành một nhân vật phụ tấn công Bob và Helen ở đầu phim, rồi thiệt mạng trong một vụ nổ làm phá hủy ngôi nhà của nhà Parr (trong phiên bản này lại ghi là nhà Smith), song anh ta đã được xây dựng làm phản diện chính vì các nhà làm phim yêu thích anh ấy hơn cả nhân vật Xerek - lựa chọn ban đầu cho vai trò ấy. Ban đầu, nhân vật Snug mà Helen nói chuyện qua điện thoại ở bản phim cuối sẽ là người lái máy bay chở Helen đến Đảo Nomanisan rồi mất mạng, nhưng nhân vật đã bị lược bỏ vai trò đó khi Lasseter đề xuất để chính Helen lái chiếc máy bay. Syndrome được xây dựng dựa trên chính Brad Bird.

### Tuyển vai
Holly Hunter (được chọn vào vai Helen Parr/Elastigirl) chưa bao giờ lồng tiếng cho nhân vật hoạt hình nào trước đó và cô xem vai diễn là cơ hội thú vị để mở rộng vốn diễn xuất. Cô bị bộ phim cuốn hút bởi tính độc đáo và "câu chuyện lạ thường về gia đình và động lực của con người" trong tác phẩm. Bird xem Hunter là "một trong những nữ diễn viên giỏi nhất thế giới", có thể sắm vai một nhân vật vừa "nhạy cảm" vừa có "bản lĩnh cực kỳ vững chắc". Giống như Hunter, Craig T. Nelson cũng chưa từng đảm nhận vai lồng tiếng nào trước đó, nhưng đã nuôi ý định thử sức sau khi xem lại phim The Iron Giant. Ông đã thực hiện phần lồng tiếng xen kẽ với lịch quay phim The District - bộ phim truyền hình ông đóng chính trong suốt quá trình thu âm kéo dài hơn hai năm này. Spencer Fox được chọn vào vai Dash Parr và đây cũng là vai diễn điện ảnh đầu tay của anh. Để tạo giọng thở hổn hển chân thực cho Dash trong một số cảnh như cảnh rừng rậm, đạo diễn Brad Bird đã bắt Fox chạy bốn vòng quanh trường quay Pixar cho đến khi thật sự mệt lả. Samuel L. Jackson được chọn vào vai Lucius Best/Frozone, Bird lựa chọn nam diễn viên vì vị đạo diễn cho rằng anh muốn nhân vật của mình có chất giọng ngầu nhất. Ban đầu Lily Tomlin được xem xét cho vai Edna Mode, song sau đó cô đã từ chối. Sau nhiều lần tìm kiếm không thành, Bird đã tự mình lồng tiếng cho nhân vật này, tiếp nối truyền thống của Pixar khi thường chọn nhân viên nội bộ có chất giọng phù hợp từ các bản thử. Sarah Vowell bất ngờ nhận được vai Violet, sau khi Bird nghe thấy giọng của cô trên chương trình This American Life của National Public Radio. Bird cho biết cô ấy là "ứng viên hoàn hảo" cho vai diễn và ngay lập tức gọi điện mời cô tham gia.

### Hoạt hình
Sau khi dự án được Pixar phê duyệt, Brad Bird nhận được yêu cầu đưa đội ngũ làm việc của mình tham gia sản xuất. Anh mang đến nhóm nhân viên cốt cát mà mình từng cộng tác trong dự án The Iron Giant. Nhờ đó mà nhiều nghệ sĩ làm 2D chuyển sang định dạng 3D, kể cả chính Bird. Bird thấy công việc với CGI thật "linh hoạt đến bất ngờ" theo cách mà hoạt hình truyền thống không làm được, anh nhận xét khả năng chuyển góc máy dễ dàng trong một cảnh nhất định là "thích ứng được cực kỳ ấn tượng." Anh thấy công việc làm hoạt hình máy tính "khó" theo cách khác với hoạt hình truyền thống, anh cho rằng phần mềm "thật phức tạp và đặc biệt không thân thiện". Bird chắp bút viết kịch bản mà không lường trước những hạn chế hay lo ngại về khả năng làm việc tự nhiên với phương tiện hoạt hình máy tính. Vì thế mà Gia đình siêu nhân trở thành bộ phim phức tạp nhất đối với Pixar. Các nhân vật trong phim do Tony Fucile và Teddy Newton thiết kế, đích thân Bird đã đưa Newton đi cùng mình rời khỏi Warner Bros. Giống như đa phần các bộ phim hoạt hình máy tính, Gia đình siêu nhân mất một năm để xây dựng tác phẩm một cách toàn diện: dựng mô hình bên ngoài và nắm được cách điều khiển tác dụng lên mặt và cơ thể (khớp với nhân vật), thậm chí trước khi khâu hoạt họa được bắt đầu. Bird và Fucile cố nhấn mạnh chất lượng đồ họa của hoạt hình 2D tốt với đội sản xuất của Pixar - họ chủ yếu chỉ làm công việc CGI. Bird cố gắng kết hợp phương pháp giảng dạy từ Nine Old Men của Disney, khi mà ê-kíp tại Pixar "chưa bao giờ xem trọng điều này."

Đối với các thành viên trong đội kỹ thuật, những nhân vật người trong phim đặt ra hàng loạt thử thách khó nhằn. Cốt truyện của Bird tràn ngập những yếu tố khó mà dựng hoạt hình bằng CGI ở thời điểm đó. Nhân vật người được nhiều người xem là thứ gây khó khăn nhất trong hoạt hình. Các hoạ sĩ diễn hoạt của Pixar đã đích thân ghi hình chính họ đi bộ để nắm được chắc hơn chuyển động chuẩn ở người. Công việc tạo ra một dàn nhân vật toàn người đòi hỏi phải tạo ra công nghệ mới nhằm hoạt họa chi tiết giải phẫu, quần áo, da thật và tóc của toàn bộ nhân vật người. Tuy đội kỹ thuật đã phần nào trải nghiệm với tóc và quần áo trong phim Công ty Quái vật (2001), song số lượng tóc và quần áo cần có cho Gia đình siêu nhân vẫn chưa được Pixar thực hiện ở thời điểm ấy. Ngoài ra, Bird không chấp nhận bất kỳ thỏa hiệp nào nhằm đổi lấy tính đơn giản trong kỹ thuật. Khi mà đội kỹ thuật trong Công ty Quái vật đã thuyết phục đạo diễn Pete Docter đồng ý để Boo có tóc đuôi sang khiến tóc cô dễ hoạt họa hơn, thì nhân vật Violet phải có tóc dài che mất mặt cô bé (thực tế đây là những yếu tố thiết yếu với nhân vật này). Tóc dài của Violet cực kỳ khó hoạt họa và chỉ được hoạt họa thành công ở cuối giai đoạn sản xuất. Ngoài ra, các họa sĩ diễn hoạt đã phải điều chỉnh để tóc vừa ở dưới nước, vừa bị gió thổi bay. Đó là lý do ban đầu Disney miễn cưỡng làm phim, họ nghĩ rằng phim người đóng sẽ là phương án thích hợp hơn song ý tưởng đã bị Lasseter từ chối.
Tôi nói: "Hãy cho chúng tôi những 'con cừu đen'. Tôi muốn những nghệ sĩ đang bức bối, những người có cách làm khác biệt mà chưa ai lắng nghe, những người sắp bỏ đi." Nhiều người trong số họ là những kẻ bất mãn vì thấy cách làm hiện tại không ổn, nhưng chẳng có cơ hội thử nghiệm khi phương pháp cũ vẫn đang hoạt động quá tốt.
— Brad Bird chia sẻ với McKinsey Quarterly vào năm 2008
Gia đình siêu nhân không chỉ đối mặt với khó khăn trong khâu hoạt họa CGI cho người, mà còn gặp nhiều vấn đề phức tạp khác. Cốt truyện của phim lớn hơn bất cứ cốt truyện nào tại hãng, vừa có thời lượng dài hơn vừa tăng số lượng địa điểm gấp bốn lần. Đạo diễn giám sát kỹ thuật Rick Sayre lưu ý rằng điều khó khăn nhất khi làm phim là "không có việc gì khó nhất", tức ám chỉ số lượng thách thức kỹ thuật mới: lửa, nước gió, không khí, khói, hơi nước và vụ nổ đều được bổ sung nhằm tăng độ khó xây dựng nhân vật người. Cấu trúc tổ chức của phim không thể được vạch ra trước như những phim trước của Pixar - chi tiết này trở thành chi tiết gây hài thường xuyên (running joke) với đội sản xuất. Sayre cho biết đội sản xuất đã áp dụng phương pháp "Alpha Omega": một nhóm sẽ lo phần dựng mô hình, đổ bóng và bày bố cục, còn nhóm kia xử lý góc máy, ánh sáng và hiệu ứng cuối cùng. Một nhóm khác (gọi là "nhóm nhân vật") điêu khắc mô hình (sculpt), tạo khung xương điều khiển mô hình (rig) và đổ bóng cho toàn bộ các nhân vật. Còn nhóm mô phỏng chịu trách nhiệm phát triển công nghệ mô phỏng tóc và quần áo. Có ít nhất 781 góc quay hiệu ứng hình ảnh trong phim, chúng thường là những chi tiết gây hài bằng hình ảnh (visual gag), chẳng hạn như cửa sổ vỡ khi Bob giận giữ đóng cửa xe hơi. Ngoài ra, nhóm làm hiệu ứng đã cải thiện các mô hình đám mây và lần đầu sử dụng kết xuất đồ họa đo thể tích.
Da của các nhân vật có được độ chân thực cấp độ mới nhờ công nghệ mô phỏng "subsurface scattering." Thách thức không chỉ dừng ở việc tạo mô hình cho người. Bird quyết định rằng trong một cảnh gần cuối phim, bé Jack-Jack phải trải qua hàng loạt lần biến đổi, một trong năm lần như thế cậu bé tự biến mình thành một dạng chất lỏng. Các đạo diễn kỹ thuật dự đoán sẽ mất hai tháng hoặc thậm chí lâu hơn để xử lý dạng chất lỏng kia, họ đã đánh cắp những giờ quý giá trong lúc khâu sản xuất phim bước vào những giai đoạn cuối cùng và quan trọng. Họ đã thỉnh cầu sự việc với nhà sản xuất phim John Walker để nhờ giúp đỡ. Bird từng đích thân đưa Walker khỏi Warner Bros. để thực hiện dự án. Ban đầu anh không đổi ý, nhưng sau khi tranh luận với Walker trong những buổi họp đầy sự chỉ trích suốt hai tháng, cuối cùng Bird đã nhượng bộ. Bird cũng khẳng định rằng các kịch bản phân cảnh (storyboard) giúp phân định rõ việc chặn các chuyển động, ánh sáng và chuyển động góc máy của nhân vật - những khâu này trước đây được giao cho các bộ phận khác thay vì làm kịch bản phân cảnh.
Bird thừa nhận anh "đã làm [xưởng phim] phải khuỵu đầu gối run rẩy trước sức nặng" của Gia đình siêu nhân, song xem bộ phim là một "bằng chứng cho tài năng của các họa sĩ diễn hoạt ở Pixar", vì họ ngưỡng mộ những thách thức mà phim đặt ra. Anh kể lại: "Cơ bản là tôi đã đến một xưởng phim tuyệt vời, tôi làm rất nhiều người hoảng sợ vì tặng quá nhiều quà Giáng Sinh và rồi được đáp ứng gần như mọi yêu cầu."

### Âm nhạc
Gia đình siêu nhân là phim truyện điện ảnh đầu tiên do Michael Giacchino phụ trách nhạc nền. Brad Bird đang tìm kiếm một loại âm thanh cụ thể lấy cảm hứng từ bối cảnh viễn tưởng-hoài cổ (retrofuturistic) của phim, như một góc nhìn tương lai từ thập niên 1960. John Barry là lựa chọn đầu tiên cho vị trí sáng tác nhạc nền với một trailer phim tái thu âm bản nhạc chủ đề phim On Her Majesty's Secret Service của Barry. Tuy nhiên, Barry không muốn sao chép âm thanh của một số sáng tác trong những soundtrack đầu tiên của mình, vậy nên nhiệm vụ này được giao cho Giacchino. Giacchino lưu ý rằng thu âm ở thập niên 1960 rất khác so với thu âm ngày nay, còn kỹ sư thu âm Dan Wallin cho biết Bird muốn một cảm giác hoài cổ, vì thế mà bản nhạc nền được thu âm trên đĩa analog. Wallin lưu ý nhạc cụ bộ đồng (được xem là nhạc cụ đóng góp chính cho bản nhạc) nghe trên băng analog hay hơn so với kỹ thuật số. Theo Giacchino, Wallin xuất thân từ thời kỳ mà âm nhạc được thu "đúng cách," tức là mọi người ở chung một phòng, "biểu diễn trước nhau và lấy đi năng lượng của người kia." Nhiều bản soundtrack của Giacchino trong tương lai sử dụng kiểu trộn âm (mixing) này. Tim Simonec là nhạc trưởng/nhạc sĩ phối khí để ghi âm tác phẩm.
Ngày 2 tháng 11 năm 2004, Walt Disney Records phát hành bản nhạc hòa tấu của phim, tức chỉ ba ngày trước khi tác phẩm ra rạp. Nhạc phẩm giành được nhiều giải thưởng cho hạng mục nhạc nền xuất sắc nhất, gồm các giải của Hiệp hội phê bình phim Los Angeles, giải thưởng điện ảnh và truyền hình BMI, giải thưởng âm nhạc điện ảnh và truyền hình ASCAP, giải Annie, giải của Hội phê bình phim Las Vegas và giải của Hội phê bình phim trực tuyến. Nhạc phẩm cũng được đề cử giải Grammy cho soundtrack nhạc nền phương tiện truyền hình ảnh xuất sắc, giải Vệ Tinh và giải của Hội phê bình phim phát sóng.

## Chủ đề
Một số cây viết đánh giá phim chỉ ra chính xác những điểm tương đồng giữa bộ phim và những bộ truyện tranh siêu anh hùng như Powers, Watchmen, Fantastic Four, Justice League và The Avengers. Các nhà sản xuất bản chuyển thể Fantastic Four năm 2005 bị buộc phải thay đổi kịch bản đáng kể và bổ sung nhiều hiệu ứng kỹ xảo hơn do những tương đồng với Gia đình siêu nhân. Bird không ngạc nhiên trước những so sánh ấy vì đề tài siêu anh hùng là "nơi được khai thác nhiều nhất hành tinh," song lưu ý rằng anh không lấy cảm hứng từ bất kỳ bộ truyện tranh cụ thể nào, khi mà anh chỉ mới nghe về Watchmen. Anh bình luận rằng thật tuyệt khi được đem ra so sánh vì "nếu bạn được người ta so sánh với một [tác phẩm] nào đó, thì thật tuyệt nếu đó là một [tác phẩm] hay".
Một số nhà bình luận cho rằng sự chán ghét Bob dành cho việc tung hô sự tầm thường và lời khẳng định "when everyone's super, no one will be" của Syndrome là sự phản ánh quan điểm chung của triết gia người Đức Friedrich Nietzsche hoặc mở rộng triết lý chủ nghĩa khách quan của tiểu thuyết gia người Mỹ gốc Nga Ayn Rand, song những nhận xét đó làm Bird cảm thấy "nực cười." Anh cho rằng phần lớn người xem hiểu thông điệp theo ý mình, còn "hai phần trăm khán giả nghĩ tôi đang làm Suối nguồn hay Atlas Shrugged." Khi một vài nhà phê bình nhận xét Gia đình siêu nhân thể hiện quan điểm cánh tả thì Bird cũng chế giễu: "Tôi nghĩ cái phân tích cho rằng The Iron Giant thể hiện [quan điểm] cánh tả thật ngớ ngẩn. Chắc chắn tôi là một người trung dung và thấy cả hai đảng đều có thể lố bịch."
Tác phẩm cũng khám phá sự chán ghét của Bird với xu hướng làm những bộ truyện tranh và hoạt hình thiếu nhi chiếu vào sáng Thứ Bảy mà anh xem lúc nhỏ, anh miêu tả các phản diện trong những tác phẩm ấy là phi thực tế, vô dụng và chẳng gây hiểm họa gì. Trong phim, Dash và Violet phải đương đầu với những phản diện sẵn sàng sử dụng vũ lực để lấy mạng trẻ em. Mặt khác, cả Dash lẫn Violet đều không bộc lộ cảm xúc hay hối tiếc gì trước cái chết của những kẻ đang cố lấy mạng chúng. Ví dụ như khi Dash chạy trốn khỏi kẻ thù, kết cục của chúng là bị tai nạn đâm xe khi đang đuổi cậu, hoặc khi chúng đều chứng kiến cha mẹ mình phá hủy phương tiện có người lái bên trong. Dù không đồng tình với những phân tích này, Bird thấy hài lòng vì tác phẩm của mình được xem xét ở nhiều góc độ khác nhau, đúng như ý anh: "Việc tác phẩm nhiều lần được nhắc tới trong chuyên mục nêu ý kiến bình luận của The New York Times làm tôi thật sự hài lòng. Hãy nhìn coi, đây là một bộ phim điện ảnh hoạt hình cho khán giả đại chúng và những bộ phim như thế thường được xem là kích thích tư duy đến mức nào?"

## Phát hành

### Marketing
Ngày 30 tháng 5 năm 2003, một teaser trailer của Gia đình siêu nhân đã được công chiếu cùng với các buổi chiếu của Đi tìm Nemo. Một số công ty đã phát hành sản phẩm quảng bá liên quan đến phim. Ở những tuần trước khi phim ra rạp, các sản phẩm quảng cáo của SBC Communications (sử dụng cảnh Dash quảng cáo "tốc độ siêu nhanh" của dịch vụ SBC Yahoo! DSL) Tide, Downy, Bounce và McDonald's đã xuất hiện. Dark Horse Comics đã phát hành loạt truyện tranh số lượng hạn chế dựa trên bộ phim. Hãng đồ chơi Hasbro thì sản xuất hàng loạt action figure và đồ chơi dựa trên bộ phim. Kellogg's đã phát hành một sản phẩm ngũ cốc lấy chủ đề Gia đình siêu nhân, cũng như các loại đồ ăn nhanh trái cây và Pop-Tarts quảng bá - tất cả đều ghi hương vị "Incrediberry Blast". Pringles bày bán sản phẩm khoai tây chiên có in hình các siêu anh hùng và câu thoại trong phim. Tháng 7 năm 2008, BOOM! Studios được cho là hợp tác với Disney Publishing để cùng phát hành bộ truyện tranh dựa trên bộ phim vào cuối năm. Loạt truyện tranh ngắn tập của BOOM! có nhan đề The Incredibles: Family Matters do Mark Waid và Marcio Takara sáng tác - được xuất bản từ tháng 3 đến tháng 6 năm 2009, còn bản bìa mềm được xuất bản vào tháng 7 năm đó.

### Chiếu rạp
Ngày 5 tháng 11 năm 2004, Gia đình siêu nhân được phát hành tại các rạp ở Hoa Kỳ. Tại rạp, Gia đình siêu nhân được chiếu kèm với phim ngắn Boundin' (2003). Khi đi xem phim tại rạp, khán giả cũng được tặng suất chiếu sớm của Vương quốc xe hơi và Chiến tranh giữa các vì sao: Tập III – Sự báo thù của người Sith. Khi mà Pixar ăn mừng thắng lợi nữa với Gia đình siêu nhân, Steve Jobs bị cuốn vào tranh chấp công khai với đơn vị đối tác phát hành hàng đầu là Công ty Walt Disney. Sau cùng, sự việc khiến cho thương vụ Michael Eisner và Disney mua lại Pixar vào năm 2005 bị gạt bỏ. Tháng 3 năm 2014, Bob Iger (CEO và chủ tịch của Disney) thông báo rằng phim sẽ được tái phát hành và tái định dạng ở dạng 3D. Ngày 14 tháng 6 năm 2018, Gia đình siêu nhân được tái phát hành và tái gia công hậu kỳ (re-mastered) trên kỹ thuật số để chiếu trên các rạp IMAX (cùng với phần tiếp theo là Gia đình siêu nhân 2), sử dụng công nghệ DMR trong một bộ phim kép.
Nhân dịp kỷ niệm 100 năm thành lập Disney, Gia đình siêu nhân đã được tái chiếu ở Hoa Kỳ (từ ngày 1 đến 14 tháng 9 năm 2023) và Mỹ Latinh (từ ngày 5 đến 11 tháng 10 năm 2023).

### Phân phối tại gia
Ngày 15 tháng 3 năm 2005, bộ phim lần đầu được phát hành trên băng VHS và bộ DVD collector's edition hai đĩa. Bộ DVD có được chứng nhận của THX, ghi lại cả phiên bản màn ảnh rộng (widescreen) và bản toàn màn hình (pan and scan), cùng hai phim ngắn mới của Pixar được sản xuất dành riêng cho ấn bản này -  Jack-Jack Attack và Mr. Incredible and Pals. Ngoài ra còn có Boundin' - một bộ phim ngắn của Pixar từng trình chiếu chung với Gia đình siêu nhân trong lần phát hành rạp trước đó. Bản VHS chỉ đính kèm mỗi phim ngắn Boundin'. Bộ đĩa ấy là sản phẩm DVD bán chạy nhất năm 2005 với 17,38 triệu bản được tiêu thụ. Tác phẩm cũng được phát hành trên định dạng UMD dành cho máy Sony PSP. Ngày 12 tháng 4 năm 2011, Disney phát hành phim trên Blu-ray ở thị trường Bắc Mỹ và trên định dạng 4K UHD Blu-ray vào ngày 5 tháng 6 năm 2018 - đánh dấu lần đầu tiên Disney tái phát hành phim trên định dạng 4K Blu-ray.

## Đón nhận

### Doanh thu phòng vé
Gia đình siêu nhân thu được 261,4 triệu đô la Mỹ ở thị trường Canada-Hoa Kỳ và 370,1 triệu đô la Mỹ ở các quốc gia khác, nâng tổng doanh thu toàn cầu của phim lên 631,6 triệu đô la Mỹ. Đây là phim đạt doanh thu cao thứ tư trong năm 2004, xếp sau Shrek 2, Harry Potter và Tù nhân Azkaban và Người Nhện 2.
Ngày 5 tháng 11 năm 2005, Gia đình siêu nhân được công chiếu cùng ngày với phim Alfie. Ngay tuần đầu ra mắt, phim thu về 70,7 triệu đô la Mỹ từ 3.933 rạp chiếu, trở thành phim điện ảnh hoạt hình có doanh thu dịp cuối tuần mở màn cao thứ lúc bấy giờ, chỉ sau Shrek 2. Tác phẩm giành vị trí quán quân tại phòng vé, vượt mặt các đối thủ như Saw, The Grudge, Shark Tale, Ray, Ladder 49 và nhiều phim khác. Dù có khởi đầu ấn tượng, tổng doanh số chung của Hollywood vẫn sụt giảm, tiếp tục chuỗi ảm đạm kéo dài suốt mùa thu. Top 12 phim đứng đầu chỉ kiếm được 136,1 triệu đô la Mỹ, giảm 5% so với cùng kỳ năm trước - thời điểm mà The Matrix Revolutions và Elf khởi chiếu. Gia đình siêu nhân đã nắm giữ kỷ lục là phim hoạt hình mở màn cuối tuần ấn tượng nhất tháng 11 trong 15 năm, trước khi bị Nữ hoàng băng giá II xô đổ vào năm 2019. Phim tiếp tục thống trị phòng vé khi liên tục áp đảo The Polar Express. Bước sang dịp cuối tuần thứ hai, doanh thu phim giảm 28% - đạt 51 triệu đô la Mỹ và tiếp tục kiếm thêm 26 triệu đô la Mỹ ở dịp cuối tuần thứ ba. Ngày 14 tháng 4 năm 2005, Gia đình siêu nhân kết thúc đợt chiếu ở thị trường Canada-Hoa Kỳ.

### Đánh giá chuyên môn
Sau khi ra rạp, Gia đình siêu nhân đã nhận được đông đảo những lời khen ngợi. Trên trang web tổng hợp đánh giá Rotten Tomatoes, 97% trong số 248 bài phê bình được xác định là tích cực, với điểm trung bình là 8.4/10.  Nhìn chung các nhà bình luận đều đồng thuận ở nội dung: "Gia đình siêu nhân mang đến sự thông minh, hóm hỉnh và cực kỳ giải trí dành cho dòng phim hoạt hình siêu anh hùng, rất xứng đáng với tên phim." Trang Metacritic sử dụng công thức bình quân gia quyền, đã chấm bộ phim số điểm 90/100 dựa trên 41 nhà phê bình, cho thấy "sự tán dương rộng rãi". Khán giả tham gia khảo sát của CinemaScore chấm bộ phim điểm trung bình hiếm "A+" trên thang điểm A+ đến F, trở thành tác phẩm thứ tư liên tiếp của Pixar đạt thành tích này (sau Câu chuyện đồ chơi 2, Công ty Quái vật và Đi tìm Nemo).
Roger Ebert của nhật báo Chicago Sun-Times chấm bộ phim điểm 3,5/4 sao, nhận xét rằng phim "đan xen những pha hành động nghẹt thở với chất châm biếm đời sống ngoại ô kiểu sitcom" và là "một minh chứng khác cho sự điêu luyện của Pixar trong mảng hoạt hình đại chúng." Peter Travers của Rolling Stone cũng chấm bộ phim 3,5 sao, nhận xét đây là "một trong những tác phẩm điện ảnh hay nhất năm" và nhấn mạnh rằng phim "không mang cảm giác hoạt hình giả tạo mà chân thực đến bất ngờ." Tương tự, tạp chí People cũng chấm bộ phim 3,5/4 sao, nhận định rằng Gia đình siêu nhân "sở hữu cốt truyện hấp dẫn, giải trí cùng vô số chi tiết hài hước thông minh."
Eleanor Ringel Gillespie của The Atlanta Journal-Constitution tỏ ra chán ngán với những "mô-típ nhại lại các phim hành động cũ lặp đi lặp lại" trong phim, kết luận rằng "những tay cừ của Pixar làm rất xuất sắc điều họ thực hiện; chỉ tiếc là bạn sẽ ước họ đang làm thứ gì đó khác hơn." Jessica Winter của The Village Voice chỉ trích bộ phim vì "diễn như một phim hành động mùa hè thông thường", dù được phát hành vào đầu tháng 11. Bài đánh giá có tựa đề "Full Metal Racket" nhận định rằng Gia đình siêu nhân "đánh dấu lúc hãng phim tham gia vào mảnh đất Hollywood rộng lớn nhưng đã quá chật chội với những màn hành động ồn ào chát chúa và đầy vụn vặt." Laura Clifford từ Reeling Reviews chấm cho phim điểm A- và nhận xét: "Hãy tưởng tượng sự kết hợp giữa X-Men, True Lies và Spy Kids, thêm chút phong cách thiết kế retro của The Powerpuff Girls, tất cả được gói gọn bằng công nghệ diệu kỳ của Pixar." Trong một bài đánh giá tích cực, Jennifer Frey của The Washington Post phân tích: "Bộ phim chứa đầy những chi tiết thú vị: Nhân vật phản diện Syndrome được thiết kế gợi nhớ đến Heat Miser từ phim hoạt hình Giáng sinh kinh điển The Year Without a Santa Claus. Pixar luôn xuất sắc trong khâu hoạt hình, nhưng điều khiến bộ phim gia đình này còn hấp dẫn hơn chính là kịch bản thông minh, được viết kỹ lưỡng từ đầu tới cuối để thu hút cả người lớn lẫn trẻ em."
Gia đình siêu nhân đã xuất hiện trong nhiều danh sách tác phẩm điện ảnh xuất sắc nhất. Tạp chí The Guardian xếp Gia đình siêu nhân vào hạng mục những tác phẩm vĩ đại nhất thế kỷ 21 dựa trên đánh giá hồi cố. Nhà phê bình Peter Travers cũng xếp phim ở vị trí thứ 6 trong danh sách phim hay nhất thập niên của ông. Nhiều ấn phẩm uy tín đã vinh danh tác phẩm này là một trong những phim hoạt hình hay nhất, bao gồm: Entertainment Weekly (2009), IGN (2010), Insider, USA Today, Elle (đều năm 2018), Rolling Stone (2019), Parade, Complex, Time Out New York và Empire (đều năm 2021). Gia đình siêu nhân cũng xuất hiện trong danh sách tác phẩm điện ảnh siêu anh hùng xuất sắc nhất của những ấn phẩm như Time (2011), Paste, Vulture, Marie Claire (đều năm 2019), IGN (2020), Esquire, The Indian Express và Parade (đều năm 2021). Đặc biệt, tháng 12 năm 2021, kịch bản phim được xếp thứ 48 trong danh sách "101 kịch bản vĩ đại nhất thế kỷ 21 (tính đến nay)" của Nghiệp đoàn biên kịch Mỹ. Ngoài ra, tác phẩm còn được vinh danh trong danh sách của những phim có tư tưởng bảo thủ xuất sắc nhất, phim hành động xuất sắc nhất và phim chính trị xuất sắc nhất.

### Giải thưởng
Gia đình siêu nhân đã dẫn đầu mùa giải Oscar lần thứ 77 với bốn đề cử (gồm kịch bản gốc xuất sắc nhất và hòa âm xuất sắc nhất). Phim giành chiến thắng hai giải Oscar: phim hoạt hình xuất sắc nhất và biên tập âm thanh xuất sắc nhất. Joe Morgenstern của The Wall Street Journal ghi danh Gia đình siêu nhân là tác phẩm điện ảnh hay nhất năm. Sau khi tổng hợp ý kiến từ các nhà phê bình hàng đầu nước Mỹ, tạp chí Premiere xếp Gia đình siêu nhân ở vị trí thứ ba trong số các phim hay nhất năm, còn trang web tổng hợp kết quả đánh giá Rotten Tomatoes thống kê đây là "phim được đánh giá cao nhất năm" theo điểm số trung bình.
Gia đình siêu nhân còn giành giải Annie cho phim hoạt hình xuất sắc nhất (2004) và giải Hugo cho tác phẩm chuyển thể kịch tính dạng dài xuất sắc nhất (2005). Ngoài ra phim còn được đề cử giải Quả cầu vàng cho phim ca nhạc hoặc hài xuất sắc nhất (2004) và đoạt giải Sao Thổ cho phim hoạt hình xuất sắc nhất. Viện phim Mỹ (AFI) đã điền tên Gia đình siêu nhân vào top 10 phim xuất sắc nhất năm 2004.
Gia đình siêu nhân đã có mặt ở vị trí số 400 trong danh sách 500 phim điện ảnh vĩ đại nhất mọi thời của Empire.

## Trò chơi điện tử
Gia đình siêu nhân đã được chuyển thể thành nhiều tựa game gồm: The Incredibles (2004), The Incredibles: When Danger Calls (2004) và The Incredibles: Rise of the Underminer (2005). Kinect Rush: A Disney–Pixar Adventure (2012) đã đưa các nhân vật và thế giới từ năm phim của Pixar (bao gồm cả Gia đình siêu nhân) vào game. Disney Infinity (2013) ra mắt gói nội dung The Incredibles với các nhân vật có thể điều khiển được. Lego The Incredibles được phát hành vào tháng 6 năm 2018.

## Phần tiếp theo
Ngày 15 tháng 5 năm 2018, phần phim tiếp theo mang tên Gia đình siêu nhân 2 đã chính thức được ra mắt. Dù cho gặt hái thành công cả về mặt chuyên môn lẫn doanh thu, phần phim này vẫn bị đánh giá là chưa vượt qua được phần đầu về mặt chất lượng.

### Tác phẩm trích dẫn
- Price, David (2008). The Pixar Touch. New York: Alfred A. Knopf. ISBN 978-0-307-26575-3.
- Paik, Karen (ngày 1 tháng 11 năm 2007). To Infinity and Beyond!: The Story of Pixar Animation Studios. San Francisco: Chronicle Books. ISBN 978-0-8118-5012-4.